# Ap Lo Chun
Ap Lo Chun (kinesiska: 鴨螺春, 鸭螺春) är en ö i Hongkong (Kina). Det ligger i den norra delen av Hongkong.  Närmaste större samhälle är Tai Po, 15,0 km sydväst om Ap Lo Chun.